# Domenico Luzzara
Domenico Luzzara, detto Menico (Cremona, 1º gennaio 1922 – Cremona, 29 aprile 2006), è stato un dirigente sportivo italiano.

## Biografia
È stato per 32 anni il Presidente della Cremonese, dal 1967 al 1999. Sotto la sua presidenza i Grigiorossi raggiunsero, a cavallo degli anni ottanta e anni novanta, la promozione nel campionato di Serie A di calcio. Scoprì numerosi talenti calcistici, tra cui Antonio Cabrini e Gianluca Vialli.
I suoi inizi lo vedono Commissario Straordinario della società grigiorossa in piena crisi economica nel Campionato 1965-66. Dopo qualche anno altalenante tra Serie C e D, diventa Presidente, chiamando a Cremona a finire la carriera il famoso calciatore, nato nella città del Torrazzo, Aristide Guarneri, vincitore due volte della Coppa dei Campioni e della Coppa Intercontinentale con l'Inter di Helenio Herrera e Angelo Moratti. Con il forte difensore la squadra, allenata da Titta Rota, vince il campionato di Serie D, iniziando la serie di successi della presidenza Luzzara che culminerà con il ritorno in Serie A dopo cinquantaquattro anni nel 1983-84 con in panchina Emiliano Mondonico e la vittoria del Trofeo Anglo-Italiano a Wembley il 27 marzo 1993, con Luigi Simoni allenatore, quello a cui fu più legato.
(Luigi Simoni)
Decise di farsi da parte nel 2002, con la squadra in Serie C2, cedendo il pacchetto azionario di maggioranza all'allora Vicepresidente Graziano Triboldi, cremonese di Soresina, che resterà proprietario del club fino al 2006, affidando la presidenza a Luigi Gualco, ex giocatore grigiorosso per 13 anni.
Malato da tempo, muore la sera del 29 aprile 2006 all'età di 84 anni.
I funerali si sono tenuti il 2 maggio 2006 nella Chiesa di San Michele a Cremona, alla presenza dell'allora Presidente Triboldi e di molte vecchie glorie calcistiche della Cremonese tra cui Emiliano Mondonico, Michelangelo Rampulla e Andrea Tentoni.

## Memoria
A lui è intitolato il piazzale antistante lo stadio Giovanni Zini di Cremona.